# Yo, también
Yo, también (internationaal ook uitgebracht als Me Too) is een Spaans filmdrama uit 2009 onder regie van Antonio Naharro en Álvaro Pastor, die ook het verhaal schreven. Hoofdrolspelers Lola Dueñas en Pablo Pineda wonnen hiervoor de prijzen voor beste acteur en actrice op het Internationaal filmfestival van San Sebastian 2009. Dueñas won daarnaast ook een Goya voor haar rol, net als Guille Milkyway die een won voor zijn lied Yo también. De film werd op het Sundance Film Festival 2010 genomineerd voor de juryprijs.

## Verhaal
Daniel (Pablo Pineda) heeft het syndroom van Down, maar functioneert mede door een intensief op ontwikkeling gerichte opvoeding van zijn moeder op hoog niveau. Nadat hij als eerste persoon met zijn aandoening ooit een universitaire graad haalt, gaat hij werken op een departement voor sociale voorzieningen. Daar loopt hij op zijn eerste dag al tegen misverstanden aan. Zijn nieuwe collega Laura Valiente (Lola Dueñas) ziet hem in eerste instantie namelijk aan voor een doorsnee downpatiënt die per ongeluk een verkeerde afdeling is opgewandeld. Terwijl Daniel zich inzet voor mensen die aan hetzelfde syndroom lijden als hijzelf en als ervaringsdeskundige probeert begrip te kweken voor hun behoeftes, merkt hij dat de buitenwereld moeite heeft om zaken te accepteren en faciliteren waarvan hij vindt dat hij en zijn lotgenoten er net zoveel recht op hebben als ieder ander mens.
Daniel raakt tijdens zijn werk bevriend met Laura, met wie hij ook steeds meer vrije tijd doorbrengt. Zij is de enige binnen het bedrijf die hem volwaardig behandelt. Laura heeft niettemin haar eigen problemen. Ze drinkt veel, haar nachten hangen van losse contacten aan elkaar en ze sleept een onverwerkt jeugdtrauma met zich mee. Haar collega's beschouwen haar als de del van de afdeling. Daniel trekt zich hier niets van aan en wordt verliefd op Laura. Een romantische relatie met een downpatiënt gaat haar niettemin ook een stap te ver.

## Rolverdeling
- Lola Dueñas - Laura Valiente
- Pablo Pineda - Daniel
- Isabel García Lorca - Mª Ángeles
- Antonio Naharro - Santi
- Pedro Álvarez-Ossorio - Bernabé
- María Bravo - Reyes
- Consuelo Trujillo - Consuelo
- Joaquín Perles - Pepe
- Teresa Arbolí - Rocío
- Ana De los Riscos - Macarena
- Ana Peregrina - Encarni
- Lourdes Naharro - Luisa
- Daniel Parejo - Pedro

## Bijzonderheden
- Acteur Pineda was in realiteit ook de eerste Europeaan met het syndroom van Down ooit die een universitaire graad (in onderwijspsychologie) haalde, net als het personage dat hij speelt in Yo, también.